# Ansys
ANSYS — програмне забезпечення створено компанією ANSYS, Inc.. Пакет дозволяє вирішувати широке коло задач в областях міцності, тепла, гідрогазодинаміки, електромагнетизму, а також міждисциплінарного аналізу, що об'єднує всі чотири області. Дозволяє проводити оптимізацію конструкції на основі всіх перерахованих типів аналізу.
Дозволяє обмінюватись розрахунковими моделями з основними CAE пакетами, а також забезпечує двосторонній зв'язок з багатьма CAD пакетами.